# László Bárdossy

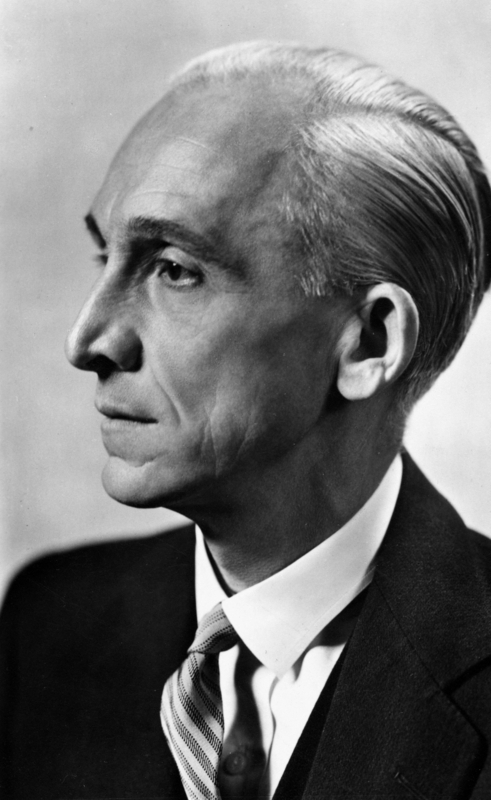
László Bárdossy

László Bárdossy de Bárdos (Hongaars: bárdosi dr. Bárdossy László) (Szombathely 10 december 1890 - Boedapest 10 januari 1946), was een Hongaars fascistisch politicus die van 3 april 1941 tot 7 maart 1942 premier van Hongarije was.

## Biografie

### Achtergrond, opleiding en vroege carrière
László Bárdossy werd op 10 december 1890 geboren in Szombathely in het uiterste westen van Hongarije. Hij stamde uit een familie van adel (Dzsentri). Hij studeerde rechten in Boedapest, Berlijn en Parijs en promoveerde in 1912. Van 1913 tot 1920 was hij werkzaam op het ministerie van Religieuze Zaken en sinds 1920 op het ministerie van Buitenlandse Zaken waar hij de persafdeling leidde (1924-1930). Van 1930 tot 1934 was hij legatieraad in Londen. In 1934 werd hij ambassadeur in Boekarest in welke hoedanigheid hij de betrekkingen tussen Hongarije en Roemenië wist te verbeteren.

### Premier van Hongarije
László Bárdossy volgde op 4 februari 1941 de kort daarvoor overleden graaf István Csáky op als minister van Buitenlandse Zaken. Na de zelfmoord van graaf Pál Teleki werd Bárdossy op 3 april 1941 tevens premier van Hongarije.
László Bárdossy stond bekend als uiterst behoudend en streefde naar revisie van het Vredesverdrag van Trianon (1920). Dit vredesverdrag ontnam Hongarije - dat in de Eerste Wereldoorlog met Oostenrijk aan de zijde der Centrale mogendheden had gevochten - grote stukken land die werden toegewezen aan Roemenië, Joegoslavië en Tsjecho-Slowakije. Kort na de benoeming van de pro-Duitse Bárdossy als premier viel nazi-Duitsland Joegoslavië binnen. Hongarije, dat de laatste jaren toenadering had gezocht tot Joegoslavië, assisteerde het Duitse leger in Joegoslavië en als beloning mocht het delen van Vojvodina, Kroatië en Slovenië annexeren. Na de Duitse inval in de Sovjet-Unie (22 juni 1941) schaarde het anticommunistische Hongarije onder Bárdossy zich achter de Duitse oorlogsdoelen. Op 26 juni 1941 werd de Hongaarse stad Kassa gebombardeerd. De Hongaarse regering wees de Russen aan als de daders. Waarschijnlijk werd Kassa per ongeluk door het Russische leger gebombardeerd en waren de bommen bedoeld voor Zuid-Hongaarse stad Eperjes waar een Duitse legerbasis was gevestigd. Op 27 juni 1941 kwam het Hongaarse kabinet in een spoedzitting bijeen om te vergaderen over de gevolgen van het bombardement. Na afloop van de kabinetszitting verklaarde Bárdossy op eigen houtje de oorlog aan de Sovjet-Unie, zonder daarvoor het parlement te hebben geraadpleegd.
Bárdossy was een antisemiet. In augustus 1941 voerde hij een wet door die seksuele relaties tussen Magyaren (Hongaren) en Joden verbood. Ook interraciale huwelijken werden verboden. Bárdossy keurde ook de deportatie van niet-Hongaren uit de recent door Hongarije geannexeerde gebieden door de Duitsers goed. Bárdossy keurde de slachting van de bevolking van Novi Sad (tot het Verdrag van Trianon een Hongaarse stad) door de Duitse politie goed. 

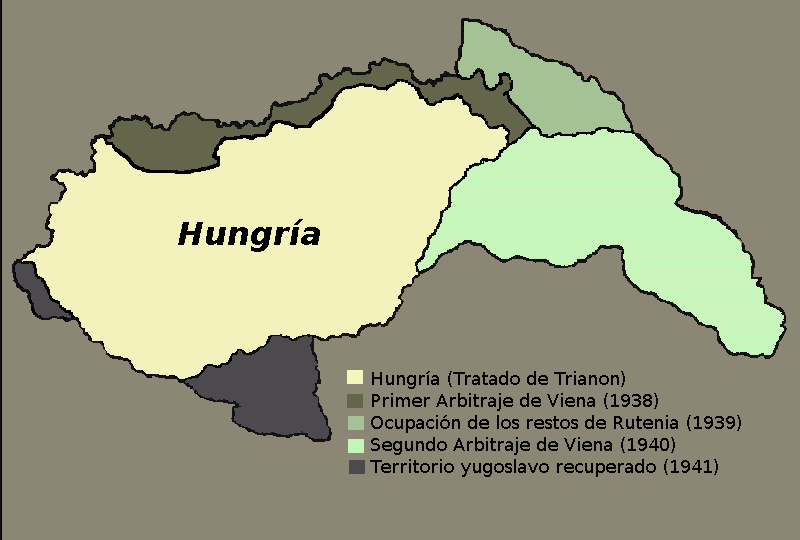
De tijdens het premierschap van Miklós Bárdossy door Hongarije geannexeerde gebieden zijn grijs gekleurd

### Relatie metHorthy
De verhouding tussen László Bárdossy en de rijksregent van Hongarije, Miklós Horthy de Nagybánya, was slecht. Toen Horthy Bárdossy in 1941 tot premier benoemde verliep de samenwerking nog soepel, maar toen Bárdossy steeds meer macht wist te vergaren verliep de relatie tussen premier en regent slecht. Autoritair als Horthy was, irriteerde het hem dat zijn premier vaak zonder met hem te overleggen handelde. Toen Bárdossy van plan was om direct na de Duitse inval in de Sovjet-Unie op 22 juni 1941 dat laatste land op diezelfde dag de oorlog te verklaren sprak Horthy zijn veto uit. Het bombardement op Kassa op 26 juni 1941 door de Russen gaf Bárdossy een prima aanleiding om alsnog een oorlogsverklaring door te drukken. Zonder directe instemming van het parlement en de rijksregent verklaarde Bárdossy na afloop van de kabinetszitting op 27 juni de Sovjet-Unie de oorlog.
De oorlog in de Sovjet-Unie, waaraan het Hongaarse leger actief deelnam, verliep slecht. Veel Hongaarse militairen kwamen om het leven. Horthy, een admiraal in het vroegere Oostenrijk-Hongaarse leger, wist dat het Hongaarse leger slecht was uitgerust. Daarnaast was het Hongaarse leger conform het Verdrag van Trianon erg klein.
Horthy, die blijkbaar een dynastie wilde stichtten, wilde tijdens de oorlog zijn zoon Miklós jr. tot viceregent benoemen. Mocht Horthy komen te overlijden dan zou zijn zoon hem opvolgen. Pogingen van Horthy om zijn zoon tot plaatsvervanger en opvolger te benoemen werden echter gedwarsboomd door Bárdossy.
In maart 1942 ontsloeg Horthy Bárdossy als premier, zonder overleg te plegen met de Duitsers. Voor hem in de plaats benoemde hij Miklós Kállay, een conservatieve aristocraat die als anti-Duits te boek stond.
In 1943 werd László Bárdossy voorzitter van de fascistische Nationale Liga. Tijdens de Duitse bezetting van Hongarije (1944-1945) collaboreerde Bárdossy met de Hongaarse nationaalsocialistische leider Ferenc Szálasi en de extreemrechtse Döme Sztójay.

### Arrestatie en veroordeling
Na de bevrijding van Hongarije werd Bárdossy gearresteerd. Een volkstribunaal veroordeelde hem ter dood. Op 10 januari 1946 werd de 55-jarige László Bárdossy in Boedapest door een vuurpeloton geëxecuteerd.

## Verwijzingen
1. ↑  De Duitsers konden echter geen Joden uit het oorspronkelijke Hongarije deporteren